# بارت دي غروت
بارت دي غروت (بالهولندية: Bart de Groot)‏ (16 أبريل 1990 في هولندا - ) هو لاعب كرة قدم هولندي في مركز الوسط. لعب مع نادي إيمن ونادي هيرنفين.

## وصلات خارجية
- بارت دي غروت على موقع قاعدة بيانات كرة القدم.إي يو (الإنجليزية)